# Pizzabrötchen

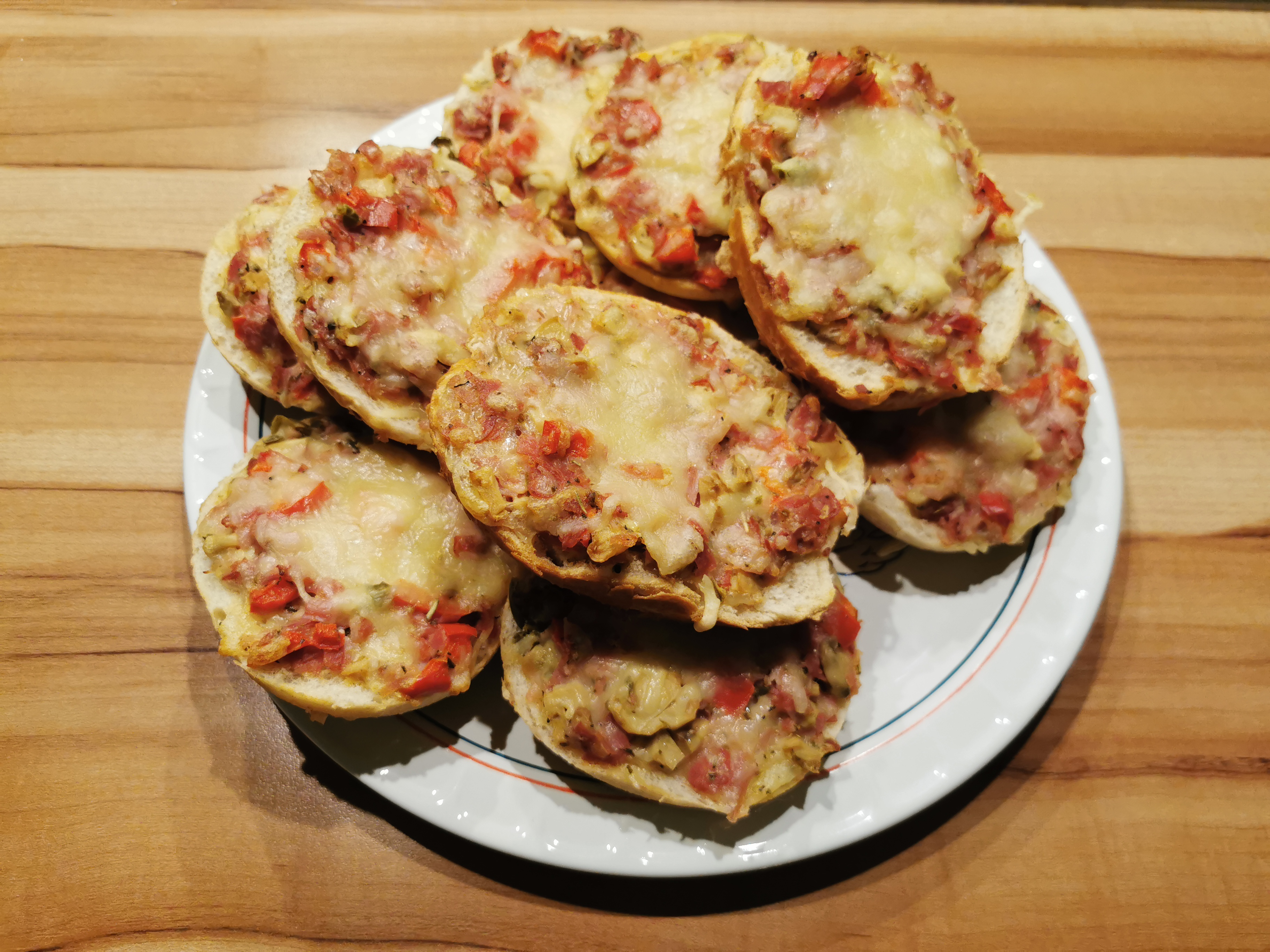
Ein Teller mit Pizzabrötchen

Pizzabrötchen (auch Pizza-Brötchen) sind aufgeschnittene Brötchen, die mit einem Belag überbacken oder einer Masse gefüllt werden, die aus Zutaten ähnlich wie auf einer Pizza bestehen. Oft sind das geriebener Käse, kleine Würfel von Kochschinken, Salami, Champignons, Paprika sowie Gewürze wie Oregano, die mit Sahne, Crème fraîche o. ä. zu einer streichfähigen Masse vermischt werden. 
In Frage kommen Weizenbrötchen, Ciabatta, aber auch Stücke von Pizza- oder Brotteig, in den die Zutatenwürfel eingepackt und gebacken werden. Pizzabrötchen werden auch in Bäckereien als Snack verkauft.
Ebenfalls als Pizzabrötchen werden ungefüllte kleine Brötchen aus Pizzateig bezeichnet, die vorwiegend in italienischen Restaurants und Pizzerien in Deutschland zum Aperitif oder als Beilage mit Butter oder Olivenöl gereicht werden. 